# Bieg na 5 kilometrów
Bieg na 5 kilometrów – konkurencja lekkoatletyczna, jeden z biegów długodystansowych.
W przeciwieństwie do biegu na 5000 metrów (rozgrywanego na bieżni, w hali lub na stadionie), jest biegiem ulicznym. Dystans ten nie jest rozgrywany na międzynarodowych seniorskich zawodach rangi mistrzowskiej.
Na początku XXI wieku rozgrywano mistrzostwa Ameryki Północnej w tej konkurencji. 
Bieg ten znajduje się w programie mistrzostw krajowych w różnych państwach, m.in. Stanach Zjednoczonych, Wielkiej Brytanii (AAA Championships) czy Walii. W 2012 odbyły się pierwsze otwarte mistrzostwa Polski na tym dystansie.

## Rekordy świata
World Athletics notuje oficjalne rekordy świata w biegu na 5 kilometrów, od czerwca 2018 r.